# ファビオ・ヴィエイラ
ファビオ・ヴィエイラ（Fábio Vieira, 2000年5月30日 - ）は、ポルトガル・サンタ・マリア・ダ・フェイラ出身のプロサッカー選手。アーセナルFC所属。ポジションはミッドフィールダー。

## 経歴

### クラブ

#### ポルト
建設労働者の父と家政婦の母のもと、アヴェイロ県のサンタ・マリア・ダ・フェイラに生まれた。5歳の時に地元のアマチュアクラブでサッカーを始め、2008年に参加した地区大会でスカウトの目を引き、ポルトとベンフィカからオファーを受け、ヴィエイラはポルトの下部組織に入団することを決め、2015-16シーズンに経験したパドロエンセへのローン移籍を経て、2018-19シーズンにはUEFAユースリーグ優勝を果たしたメンバーの一員となった。
2019-20シーズンからリザーヴチームでプレイし始め、このシーズンはリーグ戦26試合で9得点を記録。シーズン終了直前の6月、セルジオ・コンセイソン監督からトップチーム初招集を受け、6月10日、リーグ第26節のマリティモ戦でプリメイラ・リーガ初出場。翌シーズンから正式にトップチームのメンバーとなり、トップ2年目を迎えた2021-22シーズンは、前半戦の活躍から、11月18日に契約を2025年まで延長することで合意。リーグ第16節のベレネンセス戦ではアシストでのハットトリックを達成した。ヴィエイラの活躍もあり、ポルトは2シーズンぶりにリーグ優勝を果たし、ヴィエイラ自身は27試合で6得点14アシストという成績を残した。

#### アーセナル
2022年6月21日、イングランドのアーセナルに移籍。長期契約で、移籍金は3,500万ユーロ（+ボーナス500万ユーロ）と報じられた。9月4日、プレミアリーグのマンチェスター・ユナイテッド戦で途中出場し、アーセナルでの公式戦デビュー。同年9月18日、プレミアリーグのブレントフォード戦でプレミアリーグ初先発を果たすと、ペナルティエリア外からのミドルシュートでアーセナル移籍後初ゴールを挙げた。
2024年8月28日、シーズン終了までの契約で古巣のポルトにローン移籍。

### 代表
2018年からポルトガルの世代別代表に選出され、初の国際メジャー大会となった2019年のUEFA U-19欧州選手権では全5試合に出場。決勝でスペインに敗れて優勝とはならなかったが、大会ベストイレヴンに選出された。U-20を経て招集されたU-21ポルトガル代表として出場したUEFA U-21欧州選手権でも決勝に進出するが、今度はドイツに0-1で惜敗した。しかし準優勝にも関わらず、出場した全6試合でのパフォーマンスが評価され、大会最優秀選手に選出された。
2022年10月、FIFAワールドカップに臨むポルトガル代表の予備登録メンバーに名を連ねたが、最終メンバーからは落選した。

## 個人成績

### クラブ
| 国内大会個人成績 | 国内大会個人成績 | 国内大会個人成績 | 国内大会個人成績 | 国内大会個人成績 | 国内大会個人成績 | 国内大会個人成績 | 国内大会個人成績 | 国内大会個人成績 | 国内大会個人成績 | 国内大会個人成績 | 国内大会個人成績 |
| 年度             | クラブ           | 背番号           | リーグ           | リーグ戦         | リーグ戦         | リーグ杯         | リーグ杯         | オープン杯       | オープン杯       | 期間通算         | 期間通算         |
| 年度             | クラブ           | 背番号           | リーグ           | 出場             | 得点             | 出場             | 得点             | 出場             | 得点             | 出場             | 得点             |
| ポルトガル       | ポルトガル       | ポルトガル       | ポルトガル       | リーグ戦         | リーグ戦         | リーグ杯         | リーグ杯         | ポルトガル杯     | ポルトガル杯     | 期間通算         | 期間通算         |
| ---------------- | ---------------- | ---------------- | ---------------- | ---------------- | ---------------- | ---------------- | ---------------- | ---------------- | ---------------- | ---------------- | ---------------- |
| 2019-20          | ポルト           | 50               | プリメイラ       | 8                | 2                | 0                | 0                | 0                | 0                | 8                | 2                |
| 2020-21          | ポルト           | 50               | プリメイラ       | 19               | 0                | 1                | 0                | 3                | 0                | 23               | 0                |
| 2021-22          | ポルト           | 50               | プリメイラ       | 27               | 6                | 2                | 0                | 5                | 1                | 34               | 7                |
| イングランド     | イングランド     | イングランド     | イングランド     | リーグ戦         | リーグ戦         | FLカップ         | FLカップ         | FAカップ         | FAカップ         | 期間通算         | 期間通算         |
| 2022-23          | アーセナル       | 21               | プレミアリーグ   | 22               | 1                | 1                | 0                | 2                | 0                | 25               | 1                |
| 2023-24          | アーセナル       | 21               | プレミアリーグ   | 11               | 1                | 1                | 0                | 0                | 0                | 12               | 1                |
| ポルトガル       | ポルトガル       | ポルトガル       | ポルトガル       | リーグ戦         | リーグ戦         | リーグ杯         | リーグ杯         | ポルトガル杯     | ポルトガル杯     | 期間通算         | 期間通算         |
| 2024-25          | ポルト           | 10               | プリメイラ       | 26               | 4                | 2                | 0                | 2                | 0                | 30               | 4                |
| 通算             | ポルトガル       | ポルトガル       | プリメイラ       | 80               | 12               | 5                | 0                | 10               | 1                | 95               | 13               |
| 通算             | イングランド     | イングランド     | プレミアリーグ   | 33               | 2                | 2                | 0                | 2                | 0                | 37               | 2                |
| 総通算           | 総通算           | 総通算           | 総通算           | 113              | 14               | 7                | 0                | 12               | 1                | 132              | 15               |

## タイトル

### クラブ
ポルトユース
- UEFAユースリーグ（2018-19）[4]

ポルト
- プリメイラ・リーガ（2019-20, 2021-22）
- タッサ・デ・ポルトガル（2021-22）

アーセナル
- FAコミュニティ・シールド（2023）

### 個人
- プリメイラ・リーガ 月間最優秀MF（2022年4月）[21]
- UEFA U-19欧州選手権 ベストイレヴン（2019）[17]
- UEFA U-21欧州選手権 優秀選手（2021）[22]
- UEFA U-21欧州選手権 最優秀選手（2021）[19]